# 耶稣圣心主教座堂 (沈阳)
41°47′17″N 123°26′47″E / 41.78806°N 123.44639°E
耶稣圣心主教座堂是位于遼寧沈阳的天主教辽宁教区主教座堂。地处沈阳市沈河区南乐郊路40号，又称小南天主教堂，始建于1875年。现在教堂前已建成广场。

## 历史
1861年法国神父方若望（1805年—1878年）从营口来到沈阳传教。1875年教堂开始兴建，1878年完成，附设有育婴堂和学堂。
1900年7月2日在庚子之乱中教堂被烧毁，堂内一百多名男女，包括时任主教纪隆、艾莫绥神父(Father Emonet)、李若望神父与两名修女，遭难烧死。
1909年用庚子赔款重建教堂，1912年竣工。法国人梁亨利神父设计。教堂坐北朝南，双塔高40米，进深54米，用青砖砌筑，正面中央部位是大玫瑰窗。这是一座风格纯正的哥特式大教堂。
1949年以前，南关耶稣圣心主教座堂一直是沈阳的最高建筑物。1988年被列为辽宁省文物保护单位；2000年至2001年沈阳市政府斥资近2亿元人民币于教堂前修建了23,000平方米的下沉式广场；2008年夏季奥林匹克运动会前夕，沈阳市政府出资近500万元人民币对主教府及南堂进行全面维修。

## 历任主教
1. 方若望
2. 杜公斯当
3. 祁类思
4. 卫忠藩
5. 皮漱石
6. 徐振江
7. 纪隆
8. 苏斐理斯
9. 善味增爵
10. 赵牖民
11. 张化良
12. 金沛献
13. 裴军民

## 图片集

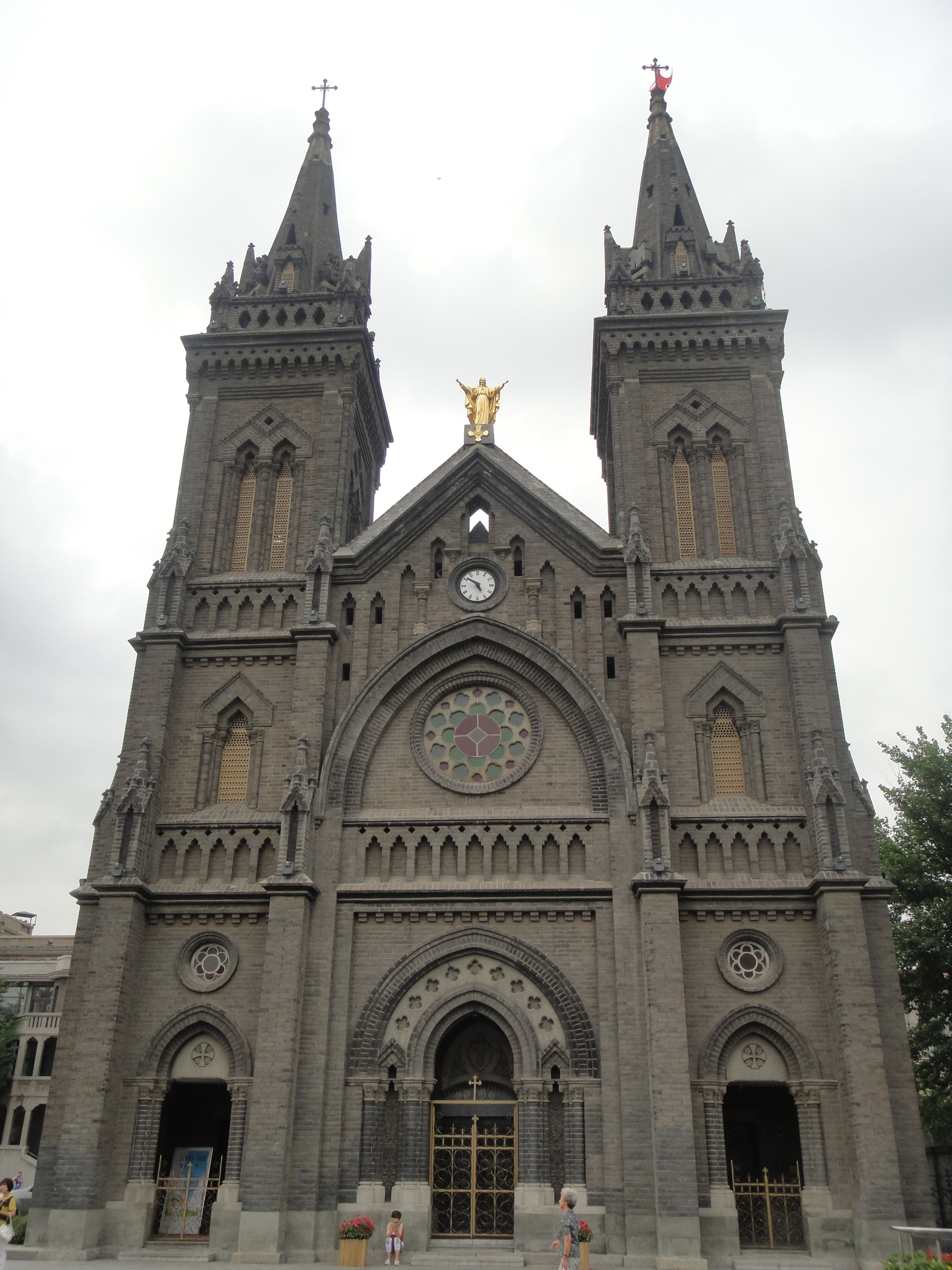
座堂正面
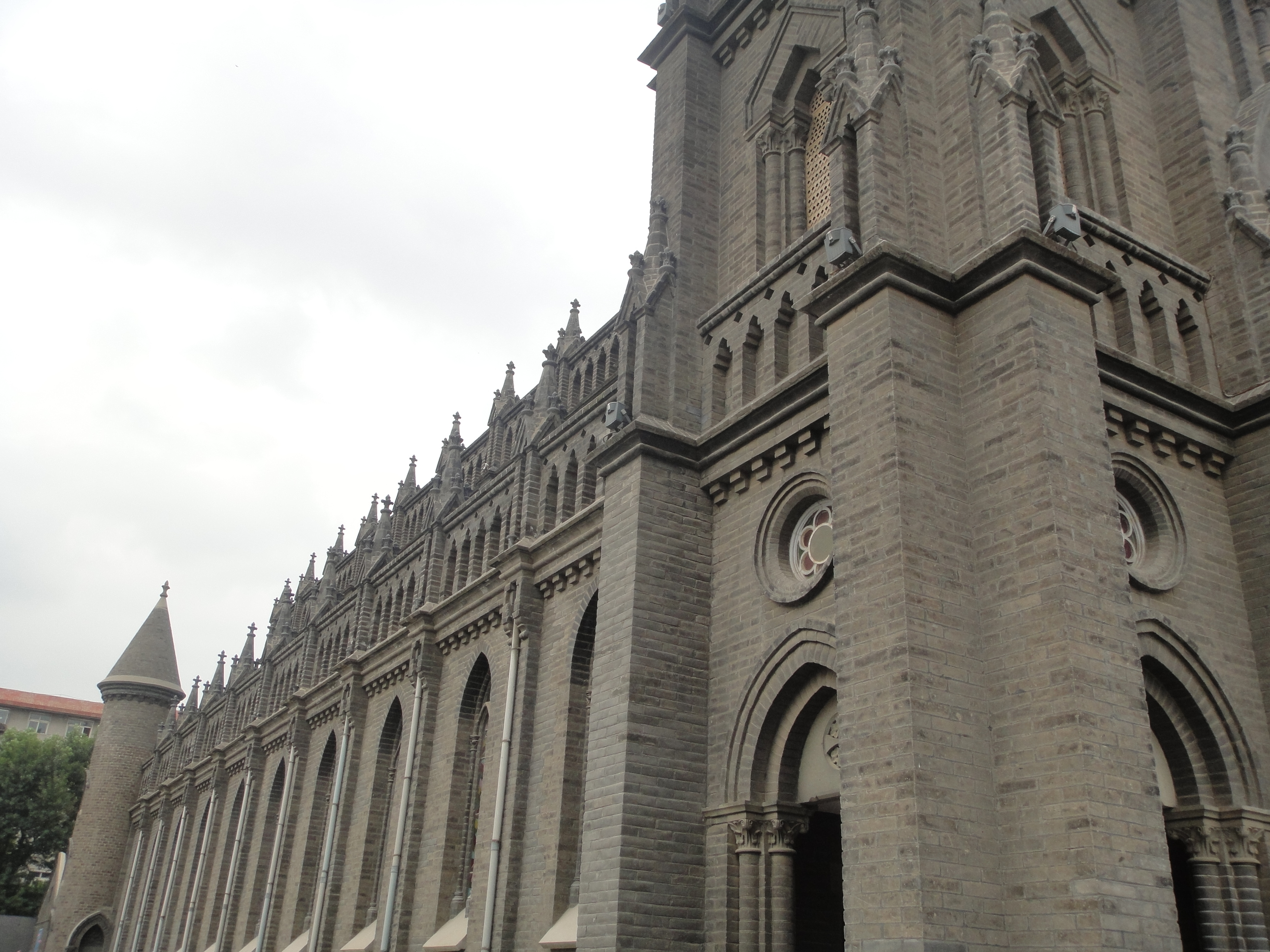
座堂侧面
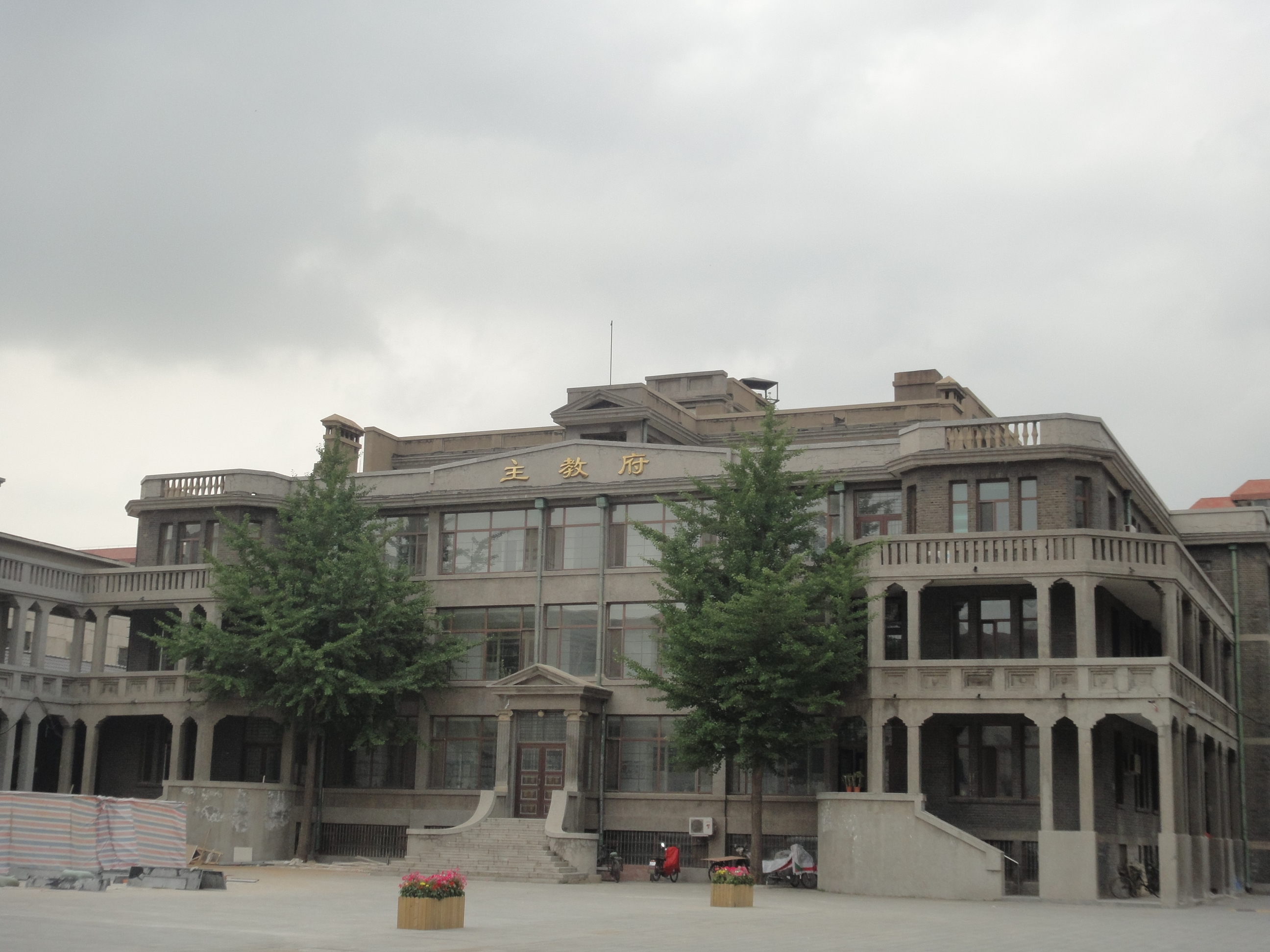
主教府